# Ênio Rodrigues
Ênio Antônio Rodrigues da Silva, detto Ênio Rodrigues (Porto Alegre, 10 novembre 1930 – Porto Alegre, 2 febbraio 2001), è stato un calciatore brasiliano, di ruolo difensore.

## Caratteristiche tecniche
Giocava come difensore, ricoprendo il ruolo di centrale. La sua abilità lo portò a essere considerato uno dei migliori interpreti del ruolo del Brasile di quegli anni.

## Carriera

### Club
Debuttò nel calcio professionistico nel Força e Luz, ma fu nel Renner che si mise in evidenza: difatti, partecipò al vittorioso campionato Gaúcho che la società della capitale conquistò nel 1954. Nello stesso 1954 fu acquistato dal Grêmio, che gli diede l'opportunità di giocare da titolare, affiancandolo a Aírton Pavilhão. Con il club prese parte a diverse vittorie tra il 1954 e il 1961, partecipando peraltro alla partita inaugurale dell'Estádio Olímpico Monumental. Si ritirò dopo dieci titoli totali vinti con la maglia del Grêmio.

### Nazionale
Fu tra i giocatori che Teté, nominato dalla CBD commissario tecnico della Nazionale, incluse nella lista dei convocati per il Campionato Panamericano 1956. Durante tale competizione fu eletto capitano; debuttò il 1º marzo 1956 contro il Cile, giocando tutti i novanta minuti dell'incontro. Giocò poi contro Perù, Messico, Costa Rica e Argentina. Giocò anche nella successiva edizione del torneo, nel 1960. Dopo la gara del 6 marzo contro il Messico, disputata per intero, con la Costa Rica lasciò il campo, sostituito da Orlando. In sua vece, giocò Aírton Pavilhão, che da lui ereditò anche la fascia di capitano.

## Palmarès

### Club

#### Competizioni nazionali
- Campionato di Porto Alegre: 5

Grêmio: 1956, 1957, 1958, 1959, 1960
- Campionato Gaúcho: 6

Renner: 1954
Grêmio: 1956, 1957, 1958, 1959, 1960

### Nazionale
- Campionato Panamericano: 1

1956